# Lesmahagow
Lesmahagow kisváros Skóciában, kb. 30 kilométerre Glasgowtól. Lakosságát 2020-ban 4300-ra becsülték.

## Vallás
A városnak három keresztény gyülekezete van, nevezetesen a Lesmahagow Old Parish Church of the Church of Scotland és az Abbeygreen Church of the Free Church of Scotland, valamint egy evangélikus gyülekezet, a Hope Hall a főutcán. A római katolikus lakosokat a Szűzanya-templom és a St John's-templom szolgálja ki a szomszédos Blackwood faluban, amely 5 km-re van. A bencés szerzetesek által 1144-ben alapított lesmahagow-i kolostor már nem áll, de alapjait 1978-ban ásták ki, és a Templom tér melletti régi plébániatemplom mellett található.[forrás?] A Krisna-tudat Nemzetközi Társaságának skót ága Lesmahagowból működik.

## Híres emberek, akik itt születtek
- Alexander Cairncross, Sir Alexander Kirkland "Alec" Cairncross KCMG FBA FRSE, 1911-ben született Lesmahagow-ban. Vezető brit közgazdász. Az alkalmazott közgazdaságtan professzora a Glasgow-i Egyetemen, a brit kormány gazdasági tanácsadója, a kormányzati gazdasági szolgálat vezetője, az oxfordi St Peter's College mestere, a Glasgow-i Egyetem kancellárja.
- John Cairncross 1913-ban született Lesmahagow-ban, és Alexander Cairncross testvére. Köztisztviselő, hírszerző tiszt és kém a második világháborúban. 1951-ben beismerte, hogy a Szovjetunió javára kémkedett. Az "ötödik ember" a Cambridge Five-ban (Guy Burgess, Donald Maclean, Kim Philby és Anthony Blunt mellett). Önéletrajza, The Enigma Spy 1997-ben jelent meg.
- David Finnie (1896–1986) okleveles könyvelő a londoni Finnie & Co.-nál, később egyesülések révén BDO Stoy Hayward lett.

## Fordítás
- Ez a szócikk részben vagy egészben  a   Lesmahagow című angol Wikipédia-szócikk ezen változatának fordításán alapul.  Az eredeti cikk szerkesztőit annak laptörténete sorolja fel. Ez a jelzés csupán a megfogalmazás eredetét és a szerzői jogokat jelzi, nem szolgál a cikkben szereplő információk forrásmegjelöléseként.